# Єгінкудук
Єгінкуду́к (каз. Егінқұдық) — село у складі Курмангазинського району Атирауської області Казахстану. Входить до складу Суюндуцького сільського округу.
У радянські часи село називалось Суїндік.
Населення — 136 осіб (2021; 358 у 2009, 329 у 1999, 259 у 1989).